# Čahāršanbe Sūrī
Čahāršanbe Sūrī è un film del 2006 diretto da Asghar Farhadi.
Il titolo fa riferimento all'ultimo mercoledì dell'anno persiano, vigilia del Nawrūz (che coincide col primo giorno di primavera, il 20 o 21 marzo) e che in Iran si festeggia dal 1700 a.C. L'usanza è quella di accendere dei fuochi per strada che le persone salteranno recitando la frase «زردی من از تو، سرخی تو از من» (zardi-ye man az to, sorkhi-ye to az man, lett. «il mio giallo a te, il tuo rosso a me») come simbolo di purificazione e preparazione all'arrivo dell'anno nuovo.

## Trama
La vicenda si sviluppa lungo l'arco di 24 ore, attraverso gli occhi di una giovane ragazza felicemente fidanzata e prossima al matrimonio, inviata da un'agenzia di lavoro ad aiutare una famiglia benestante per le pulizie di casa. Una famiglia in crisi, visto che la moglie sospetta il marito di tradimento, sebbene lui dica di essere innocente. Causa dei sospetti è la vicina di casa: una giovane e bella parrucchiera che vive da sola, sullo stesso pianerottolo della famiglia.

## Riconoscimenti
- 2006 - Chicago International Film Festival
  - Gold Hugo al miglior film
- 2006 - Fajr International Film Festival
  - Miglior regista ad Asghar Farhadi
  - Miglior attrice ad Hedye Tehrani
  - Miglior montaggio ad Hayedeh Safiyari